# Hans Georg Herzog
Hans Georg Herzog, nemško-romunski rokometaš, * 7. maj 1915, † 28. julij 2014.
Leta 1936 je na poletnih olimpijskih igrah v Berlinu v sestavi romunske rokometne reprezentance osvojil peto mesto.